# Phalonidia synucha
Phalonidia synucha es una especie de polilla del género Phalonidia, categorizada en la tribu Cochylini, de la subfamilia Tortricinae. Fue descrita por Razowski & Becker en 1986.
Fue publicada en la revista Acta Zoologica Cracoviensia 29: 458. Se distribuye por América: Costa Rica, en la provincia de Cartago, Turrialba.